# 동네변호사 조들호 2: 죄와 벌
《동네변호사 조들호 2: 죄와 벌》은 2019년 1월 7일부터 2019년 3월 26일까지 방영된 KBS 2TV 월화드라마이다.

## 줄거리
잘나가는 검사 조들호가 검찰 내부 고발 사건에 얽혀 나락으로 떨어진 이후에, 소시민이 모여 사는 동네에 간판을 달고 성공가도를 달리던 인생 대신 정의감을 선택하고 의뢰인을 위해 사명을 다하는 꼴통 변호사로서 제 2의 인생을 개척하는 이야기로, 일상 생활에서 쉴 새없이 벌어지는 사건사고들을 보다 친밀하고 유쾌한 시선으로 바라보기 위한 법정 드라마.

## 등장 인물

### 주요 인물
- 박신양 : 조들호 역 - 변호사
- 고현정 : 이자경 역 (아역 : 전혜인) - 국일그룹 기획조정실장
- 이민지 : 윤소미 역 - 아스퍼거 증후군의 윤정건 수사관의 딸
- 변희봉 : 국현일 역 - 국일그룹 회장

### 조들호의 조력자들
- 최승경 : 강만수 역 - 조들호 변호사사무소 사무장
- 조달환 : 안동출 역 - 조폭 출신 횟집 사장. 오정자의 남편
- 이미도 : 오정자 역 - 안동출의 아내
- 윤주만 : 최형탁 역 - 비리 형사(경사)

### 국일그룹 사람들
- 권혁 : 국종섭 역 - 국현일 회장의 장남(첫째). 국일전자 대표이사, 국종복의 형
- 장하란 : 국종희 역 (아역 : 하루비) - 국현일 회장의 장녀(둘째). 국일호텔과 국일백화점 대표이사
- 정준원 : 국종복 역 - 국현일 회장의 막내 아들(셋째). 국일물산 상무, 국종섭의 동생
- 문수빈 : 한민 역 - 이자경의 비서

### 법조 및 경찰서 사람들
- 서이숙 : 신미숙 역 - 판사
- 전배수 : 강기영 역 - 검사. 조들호의 사법연수원 동기
- 남태우 : 서태윤 역 - 국일그룹의 불법적인 모든 일들을 커버해주는 형사 반장

### 사건 관련 인물
- 주진모 : 윤정건 역 - 윤소미의 아버지. 과거 조들호 검사실 소속 수사관
- 손병호 : 백도현 역 - 부패한 정치인으로 차기 대선주자
- 홍경 : 백승훈 역 - 성폭행 사건의 피의자로 마약중독자. 백도현의 아들
- 이지민 : 유지윤 역 - 국일물산 직원. 국일물산 횡령 사건의 연루자로 구치소 수감 중
- 이효비 : 김서윤 역 - 사무실에 엄마 찾으러 온 최연소 어린의뢰인

### 그 외 인물
- 서지원
- 정현석
- 박승배
- 신선희
- 배재아
- 양신지
- 김오복
- 박성인
- 이창재
- 김지나
- 신희철
- 최상배
- 이선영
- 김법래 : 유창호 역 - 서울중앙지검 부장검사
- 정희태 : 박 검사 역
- 이문수 : 장문식 역 - 전 대산복지원 원장
- 최광일 : 안창훈 역 - 전 대산복지원 총무 안성근
- 유하복 : 김세훈 역 - 전 대산복지원 의무과장. 국일병원 원장
- 한춘일
- 지성근
- 박건락
- 이현웅
- 김강일
- 김종구 : 전 내무부 차관 역
- 이동규
- 이재욱
- 김광인
- 안수호
- 박용
- 남일우 : 국일빌딩바지사장 역
- 정원중 : 강덕영 역 - 서울중앙지검 차장검사
- 최대성 : 최재혁 역 - 기자
- 박준면 : 김숙희 역 - 김준철의 딸. 백도현 대체 국회의원
- 김경룡 : 김대표 역 - 국일전자 하청업체
- 심영민
- 정병호
- 권홍석
- 김명국 : 이재룡 역 - 만생교 교주
- 장미인애 : 장순임 역
- 이병욱 : 공창수 역 - 만생교 부목사
- 이언정
- 추수현 : 서지혜 역 - 서울중앙지검 검사
- 송정우
- 문창준
- 유지아
- 김민선 : 주은혜 역 - 국종섭의 비서
- 김민상 : 준영 역
- 이지훈 : 박형사 역
- 김채은 : 김다운 역 - 서윤의 이모
- 오의택
- 박진수
- 김영희
- 하지은 : 김민정 역 - 전 대산복지원 피해자 딸
- 임동민
- 전민협
- 김재원
- 함혜영
- 박지윤 : 어린혜경 역 - 이자경의 동생
- 함진성 : 경호원 역

### 특별출연
- 박솔미 : 장해경 역 - 조들호의 전처
- 허정은 : 조수빈 역 - 조들호의 딸
- 이효정 : 김준철 역 - 전(前) 시장
- 선우재덕 : 판사 역

## 시청률
최저 시청률과 최고 시청률은 시청률 조사회사와 지역별로 시청률에 차이가 있을 수 있습니다.
| 2019년 | 2019년   | 2019년         | 2019년         | 2019년       | 2019년 |
| 회차   | 방송일   | TNmS 시청률    | AGB 시청률     | AGB 시청률   |        |
| 회차   | 방송일   | 대한민국(전국) | 대한민국(전국) | 서울(수도권) |        |
| ------ | -------- | -------------- | -------------- | ------------ | ------ |
| 제1회  | 1월 7일  | 6.7%           | 6.1%           |              |        |
| 제2회  | 1월 7일  | 6.3%           | 6.7%           | 6.4%         |        |
| 제3회  | 1월 8일  | 5.1%           | 5.9%           |              |        |
| 제4회  | 1월 8일  | 5.0%           | 6.8%           | 6.7%         |        |
| 제5회  | 1월 14일 | 4.7%           | 4.8%           |              |        |
| 제6회  | 1월 14일 | 5.7%           | 5.5%           |              |        |
| 제7회  | 1월 15일 | 5.5%           | 5.8%           |              |        |
| 제8회  | 1월 15일 | 6.3%           | 6.6%           | 6.4%         |        |
| 제9회  | 1월 21일 | 4.3%           | 4.7%           |              |        |
| 제10회 | 1월 21일 | 5.6%           | 6.3%           | 6.4%         |        |
| 제11회 | 1월 22일 | 3.9%           | 3.8%           |              |        |
| 제12회 | 1월 22일 | 4.6%           | 5.0%           | 5.0%         |        |
| 제13회 | 2월 11일 | 3.6%           | 4.4%           |              |        |
| 제14회 | 2월 11일 | 4.4%           | 5.7%           |              |        |
| 제15회 | 2월 12일 | 3.5%           | 3.8%           |              |        |
| 제16회 | 2월 12일 | 4.5%           | 5.0%           |              |        |
| 제17회 | 2월 18일 | 4.3%           | 4.9%           |              |        |
| 제18회 | 2월 18일 | 4.6%           | 5.5%           |              |        |
| 제19회 | 2월 19일 |                | 4.5%           |              |        |
| 제20회 | 2월 19일 | 5.7%           |                |              |        |
| 제21회 | 2월 25일 | 5.0%           |                |              |        |
| 제22회 | 2월 25일 | 5.5%           | 6.5%           | 5.9%         |        |
| 제23회 | 2월 26일 |                | 5.4%           |              |        |
| 제24회 | 2월 26일 | 6.0%           | 6.3%           | 5.9%         |        |
| 제25회 | 3월 4일  | 4.7%           | 4.3%           |              |        |
| 제26회 | 3월 4일  | 5.9%           | 5.9%           |              |        |
| 제27회 | 3월 5일  | 5.4%           | 5.8%           |              |        |
| 제28회 | 3월 5일  | 6.4%           | 7.0%           | 6.7%         |        |
| 제29회 | 3월 11일 |                | 5.2%           |              |        |
| 제30회 | 3월 11일 | 5.8%           | 6.9%           | 6.3%         |        |
| 제31회 | 3월 12일 |                | 6.3%           | 5.9%         |        |
| 제32회 | 3월 12일 | 5.5%           | 7.3%           | 6.9%         |        |
| 제33회 | 3월 18일 | 5.0%           | 5.0%           |              |        |
| 제34회 | 3월 18일 | 5.3%           | 6.0%           |              |        |
| 제35회 | 3월 19일 | 5.1%           | 5.1%           |              |        |
| 제36회 | 3월 19일 | 5.5%           | 6.0%           |              |        |
| 제37회 | 3월 25일 | 5.0%           | 6.7%           | 6.6%         |        |
| 제38회 | 3월 25일 | 6.2%           | 7.8%           | 7.7%         |        |
| 제39회 | 3월 26일 | 6.3%           | 7.9%           | 7.6%         |        |
| 제40회 | 3월 26일 | 7.7%           | 9.3%           | 9.1%         |        |

## 결방 사유 밎 편성 변경
- 2019년 1월 28일 ~ 2월 5일 : 박신양의 허리 부상으로 인한 2주간 결방[3]
  - 1월 28일 : 드라마 스페셜 <나의 흑역사 오답노트> 재방송 편성
  - 1월 29일 : 밤 8시 55분부터 특선영화 《기술자들》 편성
  - 2월 4일 : 설 특집 <연애의 참견 시즌2> 편성
  - 2월 5일 : 설 특집 <연애의 참견 시즌2> 편성 (오전 11시 40분부터 155분간 <조들호 1~12회 몰아보기> 스페셜 방송 편성)

## 참고 사항
- 시즌 1을 시청했던 수많은 시청자들의 계속적인 요구에 따라 기획한 속편 드라마로서, 시청자들에게 또 하나의 전환점을 제공한 법정 드라마다.
- 당초 《최고의 이혼》 후속작으로 방영할 예정이었지만, 2018 KBS 연기대상 수상식 준비 관계로, 편성 공백을 메우기 위해, 전작인 《땐뽀걸즈》를 우선 편성하여, 이듬해인 2019년 1월 7일부터 방영을 개시하였다.
- 동시간대 드라마인 MBC 문화방송의 월화미니시리즈 '나쁜 형사'가 살인을 암시하는 포악한 장면 등 폭력성 시비 문제가 간접적으로 거론되어, 지상파 방송의 특성상, 논란의 소지가 많다는 특징 때문에, 본 작품의 시청률이 한자릿수로 오락가락했다.
- 변희봉, 조달환, 이미도가 중도 하차하였는데, 드라마 측은 "흐름상 퇴장하게 된 것"이라 설명하였으나, 세 배우 측에서는 "일방적인 하차 통보를 받았다"고 밝혀 논란을 빚었다.[4]

## 수상 경력 및 후보
| 연도 | 시상식                      | 부문              | 수상작(자) | 결과 | 출처 |
| ---- | --------------------------- | ----------------- | ---------- | ---- | ---- |
| 2019 | 제12회 코리아 드라마 어워즈 | 남자 최우수연기상 | 박신양     | 후보 |      |

## 동시간대 드라마
- MBC 월화 미니시리즈

《나쁜 형사》 (2018년 12월 3일 ~ 2019년 1월 29일)
《아이템》 (2019년 2월 11일 ~ 2019년 4월 2일)
- SBS 월화 미니시리즈

《복수가 돌아왔다》 (2018년 12월 10일 ~ 2019년 2월 4일)
《해치》 (2019년 2월 11일 ~ 2019년 4월 30일)

## 같이 보기
- 동네변호사 조들호
- 동네변호사 조들호 시리즈
- 대한민국의 텔레비전 드라마 목록 (ㄷ)
- 2019년 대한민국의 텔레비전 드라마 목록
- 웹툰을 원작으로 삼은 드라마 목록